# Cruriraja parcomaculata
Cruriraja parcomaculata (лат.) — вид скатов рода Cruriraja отряда скатообразных. Обитают в юго-восточной части Атлантического океана между  28° ю. ш. и 40° ю. ш. Встречаются на глубине до 620 м. Их крупные, уплощённые грудные плавники образуют округлый диск с треугольным вытянутым рылом. Максимальная зарегистрированная длина 55 см. Откладывают яйца. Не являются объектом целевого промысла. 

## Таксономия
Впервые новый вид был научно описан в 1923 году как Raia parcomaculata. Видовой эпитет происходит от лат. parcus — «скудный», «скупой» и лат. maculata — «пятно». Голотип и паратип представляют собой неполовозрелых самок длиной 27 см и 23 см, пойманных в берегов Дурбана, ЮАР (31°07′ ю. ш. 29°59′ в. д.) на глубине 230 м.  

## Ареал
Эти батидемерсальные скаты являются эндемиками вод, омывающих ЮАР и Мозамбик. Встречаются в верхней части материкового склона на глубине от 150 до 620 м.

## Описание
Широкие и плоские грудные плавники этих скатов образуют диск в виде ромба с треугольным заострённым рылом и закруглёнными краями. На вентральной стороне диска расположены 5 жаберных щелей, ноздри и рот. Хвост длинный и тонкий. Рыло и область вокруг глаз покрыты крупными белыми шипами, несколько рядов шипов пролегают от затылка до первого спинного плавника. Окраска дорсальной поверхности диска песочно-коричневого цвета с тёмными и светлыми пятнышками, более заметными у молодых особей. Вентральная поверхность белая. У молодых скатов хвост покрыт тёмно-коричневыми полосами. Максимальная зарегистрированная длина 55 см.

## Биология
Эти скаты откладывают яйца, заключённые в твёрдую роговую капсулу с выступами по углам. Длина капсулы 4,5 см, а ширина 2,4 см. Эмбрионы питаются исключительно желтком. Рацион состоит в основном из ракообразных, кальмаров, полихет и плоских червей.     

## Взаимодействие с человеком
Эти скаты не являются объектом целевого лова. Попадаются в качестве прилова при промысле мерлузы. Международный союз охраны природы еще не оценил охранный статус вида.